# Sitzpinker
 (транскр.  Зицпинкер) српска је музичка група из Београда. Жанровски се најчешће сврстава у алтернативни, гаражни и инди рок.

## Историја

### Почеци и основни подаци
Групу Sitzpinker је у септембру 2017. године основало троје тадашњих ученика Треће београдске гимназије: Дуња Мијачић (вокал), Павле Трифуновић (бас-гитара) и Данило Илић (бубањ). Мијачићева и Илић су иста генерација, док је Трифуновић годину дана старији. Назив групе у преводу значи човек који седи док пишки. Чланови овог трија наводе да их инспиришу гаражни звуци америчке инди сцене, дисторзирани звуци гранџа и поп хитови раних 2000-их. Прва песма коју су снимили заједно носи назив Изолација.
Група се већ у јануару 2018. огласила деби синглом Иако само, а први наступ је одржала 2. фебруара исте године у независном културном центру Квака 22. У наредних месец дана тројка је представила и синглове Изолација и Лора. Током пролећа 2018. учествовала је на Бунт рок фестивалу, где је освојила четврто место.

### 2018—данас:Подло поштовање,Хали Гали компилацијаи први спотови
је 1. јула 2018. објавио дебитантски мини-албум Подло поштовање, који је продуцирао Урош Милкић. Издање садржи пет песама, али међу њима се нису нашли синглови Иако само, Изолација и Лора. Састав је већ током лета 2018. забележио прве наступе на крагујевачком Арсенал фесту, Београдском фестивалу пива и новосадском Фестивалу уличних свирача, а 23. фебруара 2019. био је и један од учесника премијерног издања Хали Гали фестивала.
Почетком новембра 2019. у продаји се нашла Хали Гали компилација, издање на коме се девет младих београдских гитарских бендова представило са по једном новом песмом. Sitzpinker је за потребе ове компилације снимио нумеру Метаноја.
Трио је током пролећа 2020. поново објавио две старије песме и пропратио их спотовима. Прво је шестог маја, последњег дана полицијског часа уведеног због пандемије ковида 19, изашао спот за нови микс песме Изолација. Већ половином наредног месеца премијерно је приказан и спот за нову верзију песме Да ли, првобитно објављене на мини-албуму Подло поштовање. Овај поновни снимак нумере рађен је у продукцији Андреја Младеновића, а одликује се измењеним певањем и додатим звуком синтесајзера.
Младеновић је 2021. године званично постао четврти члан групе и у почетку је био задужен за удараљке, синтове, семплер и продукцију. Четворка је у другој половини те године објавила и спотовима испратила два сингла. Прво је почетком септембра изашла песма Судан, настала као резултат честог слушања извођача који афричку и источњачку музику комбинују са психоделичним, блузерским гитарама. Та нумера је уједно означила и увођење гитара и ефеката у звук овог састава. Три месеца касније појавила се и песма Мустанг, инспирисана британском електронском музиком из 1990-их, првенствено трип хопом. Судан је заузео прво место на званичној топ-листи Радио Апарата за 2021. годину. Младеновић је потом преузео и бубњеве, док је Илић прешао на гитару. Група је први наступ ван Србије имала 28. маја 2022. у Загребу, на фестивалу Фер опен ер.
Након двогодишње дискографске паузе, група се у децембру 2023. огласила синглом Испред очију, који је такође пропратила спотом. Песму Трен сигурности снимила је за компилацију Хали Гали #2, објављену у фебруару 2024. године. Маја исте године, опет у форми видео-сингла, представила је и песму Исцурим, у којој је гостовао Данило Никодиновски из састава -Consecration}-. Захваљујући песми Испред очију, Sitzpinker се у лето 2024. нашао у ужем избору за Награду Милан Младеновић.

## Чланови

### Садашњи
- Дуња Мијачић — вокал, синтесајзер
- Павле Трифуновић — бас-гитара
- Данило Илић [а] — гитара, синтесајзер, бубањ (раније)
- Андреј Младеновић [б] — бубањ, удараљке, семплер

## Дискографија

### Мини-албуми
- Подло поштовање (2018)

### Учешћа на компилацијама
- Хали Гали компилација (2019) — песма Метаноја
- Хали Гали #2 (2024) — песма Трен сигурности

## Награде и номинације
- Награда Милан Младеновић

| Година | Номиновано дело | Исход      | Изв.   |
| ------ | --------------- | ---------- | ------ |
| 2024.  | Испред очију    | Номинација | [ 21 ] |

| Година | Категорија | Номиновано дело | Исход      | Изв.   |
| ------ | ---------- | --------------- | ---------- | ------ |
| 2021.  | Инди видео | Да ли           | Номинација | [ 24 ] |
| 2022.  | Инди видео | Судан           | Номинација | [ 25 ] |